# 4106-os mellékút (Magyarország)
A 4106-os számú mellékút egy közel 28 kilométeres hosszúságú, négy számjegyű mellékút Szabolcs-Szatmár-Bereg vármegye északi-középső részén. Gyulaházától húzódik Nyírmada érintésével a Mátészalka nyugati szomszédságában fekvő Jármiig.

## Nyomvonala
A 4105-ös útból ágazik ki, annak az 5+250-es kilométerszelvénye közelében, keleti irányban, Gyulaháza külterületei között. Alig több mint 300 méter után el is éri a belterület nyugati szélét, ahol a Kossuth Lajos utca nevet veszi fel. A központban – az 1+350-es kilométerszelvénye közelében – délkeletnek fordul és Petőfi Sándor utca néven folytatódik; a déli falurészben egy rövidebb szakasza a Szabadság út, utána pedig a Madai út nevet viseli. 3,5 kilométer után átszeli Nyírkarász határszélét, de itt lakott helyeket nemigen érint, több kilométerre északkeletre halad el ettől a községtől.
9,9 kilométer után lépi át Nyírmada határát, a belterületet bő fél kilométerrel arrébb éri el, s ott a Kisvárdai út nevet veszi fel. Nagyjából 11,6 kilométer után találkozik a 4107-es úttal, egészen rövid távon (kevesebb, mint száz méteren) közös szakaszon húzódnak, majd újra különválnak, s a 4106-os ismét délkeletnek folytatódik, Kálvin tér, Hunyadi út, majd Petőfi út néven. A település déli részén egy szakaszon kelet felé húzódik, Kossuth út néven, majd ismét többé-kevésbé visszatér a korábbi irányához: így éri el a belterület délkeleti szélét, 13,6 kilométer után, ahol egyben keresztezi a Nyíregyháza–Vásárosnamény-vasútvonal vágányait is, Nyírmada vasútállomás térségének északi széle mellett, majd pedig kiágazik belőle a 41 314-es számú mellékút az állomás kiszolgálására.
14,2 kilométer megtételét követően az út átlép Pusztadobos határai közé, ott keresztrezi – alig száz méterrel arrébb – a 41-es főutat, amely ott 40,8 kilométer megtételén van túl. A keresztezést elhagyva szinte azonnal Pusztadobos házai közé ér, ahol a Rákóczi Ferenc utca nevet viseli, a délkeleti falurészben pedig Vasvári Pál utca a neve. A 16. kilométere táján lép ki a lakott területről, a 17. kilométerénél pedig felüljárón elhalad az M3-as autópálya felett; a sztráda itt valamivel a 276. kilométere után jár.
18,4 kilométer után átszeli Nyírparasznya határát, ugyanott délebbnek fordul. A 20. kilométere után éri el a belterület szélét, majd találkozik a Vajától Ópályi felé vezető 4116-os úttal. Kevesebb, mint száz méternyi közös szakaszuk következik kelet felé, Rákóczi Ferenc utca néven, majd a 4106-os újra délnek fordul és Petőfi Sándor utca néven folytatódik a belterület déli széléig, amit körülbelül 20,8 kilométer után ér el.
22,8 kilométer után lép át Papos területére, a 25. kilométere táján Fülöptanya külterületi településrész közelében halad el, majd bő fél kilométerrel arrébb eléri magát a községet is, ahol Ady Endre utca lesz a neve. A központban áthalad egy körforgalmon, de a nevét még ezután is megtartja, csak a falu impozáns templomát elhagyva változik az utcanév: innen délre már Petőfi nevét viseli. A 27. kilométerénél lépi át Papos és Jármi határát, ez azonban szinte nem is észrevehető, mivel a két falu itt jóformán teljesen összenőtt. Petőfi utca a neve Jármi házai között is, és így is ér véget, a település központjában, beletorkollva a 49-es főútba, annak a 11+900-as kilométerszelvénye közelében.
Teljes hossza, az országos közutak térképes nyilvántartását szolgáló kira.kozut.hu adatbázisa szerint 27,691 kilométer.

## Története
A Kartográfiai Vállalat 1990-ben kiadott Magyarország autóatlasza a Pusztadobos és Papos közti szakaszát csak földútként ábrázolta, a fennmaradó szakaszait kiépített, de csak portalanított útként tüntette fel. A Google Utcakép 2022-ben elérhető felvételeinek tanúsága szerint azok készítésekor sem rendelkezett teljes hosszában szilárd burkolattal az út.

## Települések az út mentén
- Gyulaháza
- (Nyírkarász)
- Nyírmada
- Pusztadobos
- Nyírparasznya
- Papos
- Jármi